# M6 Fargo
O M6 37mm Gun Motor Carriage, chamado de Fargo, foi utilizado pelas forças americanas como destruidor de tanques, a primeira vez que foi empregado em combate foi na Tunísia em 1943.

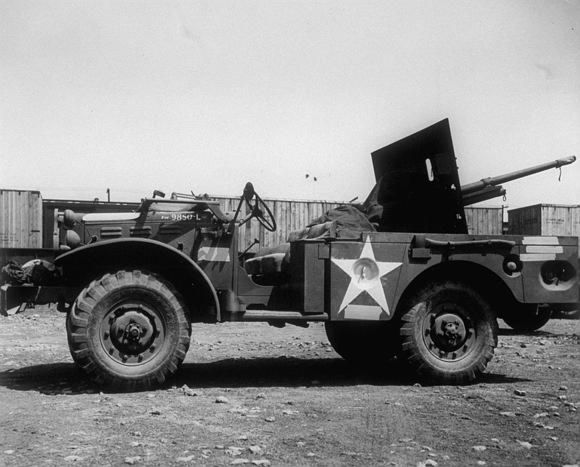
Dodge WC55 M6 Fargo

## Evoluções
M8 - Melhorado suas funções de Destruidor de Tanques o M8 foi um grande salto.